# Patriarszy Egzarchat w Azji Południowo-Wschodniej
Patriarszy Egzarchat w Azji Południowo-Wschodniej – egzarchat Rosyjskiego Kościoła Prawosławnego, z siedzibą w Singapurze.
Utworzony postanowieniem Świętego Synodu 28 grudnia 2018 r. Obejmuje terytoria Filipin, Indonezji, Kambodży, Korei Południowej, Korei Północnej, Laosu, Malezji, Mjanmy, Singapuru, Tajlandii, Wietnamu oraz (od 25 sierpnia 2020 r.) Papui-Nowej Gwinei i Timoru Wschodniego.
26 lutego 2019 r., na kolejnym posiedzeniu Świętego Synodu, w ramach egzarchatu utworzono cztery eparchie:
- filipińsko-wietnamską,
- koreańską,
- singapurską,
- tajlandzką.

Zwierzchnikowi administratury przysługuje tytuł egzarchy singapurskiego i Azji Południowo-Wschodniej. Pierwszym egzarchą został arcybiskup (w 2019 r. podniesiony do godności metropolity) Sergiusz (Czaszyn).